# After Burner
After Burner (アフターバーナー?, Afutā Bānā) è un videogioco arcade sparatutto, con un moderno aereo militare visto in prospettiva tridimensionale, prodotto da SEGA nel 1987. Uscì lo stesso anno anche per la console Sega Master System. È un classico e uno dei maggiori successi arcade della SEGA. Prende il nome dal postbruciatore (afterburner).
Diede inizio a una serie e fu seguito, pochi mesi dopo, da After Burner II, di fatto molto simile al predecessore e considerabile più che altro un suo aggiornamento. Questa fu la versione effettivamente uscita in Occidente nel tardo 1987.
In seguito uscirono versioni per molte altre piattaforme domestiche, che sebbene abbiano in gran parte il titolo di copertina After Burner, in realtà sono basate su After Burner II (vedi la relativa voce per queste conversioni).
La conversione per Game Boy Advance, contenuta nella raccolta Sega Arcade Gallery (2003), è tratta invece dal primo After Burner.

## Modalità di gioco
Il gioco permette di pilotare un F-14 Tomcat, che deve abbattere numerosi aerei avversari nei diciotto livelli. All'inizio del gioco, il pilota decolla da una portaerei chiamata SEGA Enterprise, ispirata alla USS Enterprise presente nel film del 1986 Top Gun.
Si tratta di uno sparatutto, e solo in senso lato può essere ritenuto anche un simulatore di volo, essendo semplice e immediato. 
La visuale è tridimensionale alle spalle del proprio velivolo. Il jet include come armamento un doppio cannone con munizioni infinite e un limitato numero di missili. Questi ultimi colpiscono automaticamente e sicuramente il nemico se lanciati quando viene dato l'avviso sonoro "fire!" e l'avviso luminoso "lock on" posto sul cabinato sotto lo schermo. Si riceve un rifornimento di armi e munizioni in volo da un altro aereo dopo un certo numero di livelli. L'aereo, i cannoni e i missili sono controllati con uno specifico joystick a forma di cloche, con i pulsanti di fuoco integrati.
Il gioco arcade fu distribuito in due versioni: un cabinato standard verticale e una versione Deluxe con abitacolo rotante. Nella versione con abitacolo, la sedia del giocatore rolla a destra e sinistra, e l'intero abitacolo beccheggia avanti e indietro; all'epoca l'esperienza di mobilità fisica non aveva pari in sala giochi. Il cabinato rotante ha inoltre quattro altoparlanti da 10W per l'audio.
La conversione per Master System, in più rispetto all'originale, introduce un boss sotto forma di enorme aereo che si incontra in alcuni livelli e un minigioco per il rifornimento.

## Sviluppo
After Burner è uno dei primi giochi progettati da Yu Suzuki e dal suo gruppo di ricerca e sviluppo Sega-AM2. Suzuki aveva già mostrato una predilezione per ispirarsi ad atmosfere occidentali in Out Run e Hang-On; in After Burner ciò è ancora più evidente, con l'ovvio riferimento al film Top Gun, richiamato dall'F-14, dalla colonna sonora rock, e dagli scenari hollywoodiani.
Questo fu il primo arcade a usare il nuovo sistema Sega X Board, che raddoppiava le capacità rispetto al precedente hardware di Space Harrier. I microprocessori sono gli stessi, ma la memoria base e la memoria grafica sono raddoppiate a 1 MB e 2 MB, e gli sprite utilizzabili contemporaneamente per simulare il 3D sono raddoppiati a 256.
La prima conversione domestica, per Master System, fu realizzata internamente dalla SEGA a distanza di qualche mese. È stato il primo gioco per Master System uscito su cartuccia da 4 Mbit.
Le successive conversioni sono invece basate sull'aggiornamento After Burner II uscito a breve distanza.
Solo la conversione per Game Boy Advance, contenuta nella raccolta Sega Arcade Gallery (2003), è di nuovo basata sul primo After Burner a causa di un disguido nell'assegnamento dell'incarico allo sviluppatore esterno, la britannica Bits Studios.

## Accoglienza
After Burner divenne subito un grosso successo di incassi quando fu lanciato, sia in Giappone sia in Occidente. La critica lodò ampiamente l'aspetto visivo e l'esperienza di gioco complessiva. Tuttavia ci furono diversi critici dubbiosi sul gameplay, che probabilmente aveva poca sostanza sotto l'estetica; forse per questo non fu lodato tanto quanto altri successi di Yu Suzuki dell'epoca.
La conversione per Master System, in retrospettiva, secondo Retro Gamer è probabilmente la migliore nell'aspetto, in confronto alle altre conversioni per sistemi a 8 bit (tratte da After Burner II). Secondo Game Republic è decisamente la migliore del gruppo, reggendo il confronto anche con le versioni per computer a 16 bit.

## Serie
I seguenti titoli sono considerati parte della serie After Burner, anche se non tutti ne portano ufficialmente il nome. Sono compresi alcuni seguiti spirituali, come G-LOC e Strike Fighter, che si differenziano principalmente per la visuale in prima persona. Tutti i seguenti titoli vennero prodotti come macchine arcade, tranne l'ultimo, uscito solo per il mercato domestico.
- After Burner (1987)
- After Burner II (1987)
- G-LOC: Air Battle (1990)
- R360 - G-LOC: Air Battle (1990), versione arcade con rotazione di 360° dell'abitacolo
- Strike Fighter (1991), chiamato After Burner III nella conversione per Mega CD
- Sky Target (1995)
- Sega Strike Fighter (2000) per Sega NAOMI
- After Burner: Climax (2006)
- After Burner: Black Falcon (2007) per PlayStation Portable

Nel 1989 la Tiger Electronics produsse due giochi elettronici di After Burner, uno portatile e uno da tavolo, quest'ultimo dotato anche di cloche e di manetta della velocità, elemento introdotto in After Burner II.